# Список війн за участю Бутану
У цій статті наведено неповний перелік основних війн та збройних конфліктів за участю Бутану, бхотійського народу або регулярної бхотійської армії в періоди коли існували незалежні бхотійські держави від античності до наших днів.
У переліку вказана назва конфлікту, дата, воюючі сторони, і його результат.
      Перемога Бутану
      Поразка Бутану
      Інший результат (Мирний договір або невизначений результат, статус кво, результат громадянської війни, невідомий результат)
      Незавершений конфлікт

## Королівство Бутан
Нижче наведено перелік війн за участю Королівства Бутан за часів правління династії Вангчук та до неї. 
| Дата      | Конфлікт                                 | Перша сторона            | Друга сторона                       | Результат |
| --------- | ---------------------------------------- | ------------------------ | ----------------------------------- | --- |
| ?-1616    | Об'єднання Бутану Шабдрунгом             | Шабдрунг Нгаванг Намгьял | Держави-монастирі                   | Перемога - Об'єднання держав-монастирів в єдине Бутанське королівство. - Шабдрунг Нгаванг Намгьял стає королем-драконом |
| 1680-1730 | Вторгнення в Куч-Біхар                   | Бутан Куч-Біхар          | Імперія Великих Моголів             | Перемога - Куч-Біхар став вассалом Бутану.                                                                              |
| 1772-1774 | Боротьба Бутану та Британії за Куч-Біхар | Бутан                    | Британська Індія Британська імперія | Поразка - Бутанські війська вийшли з території Куч-Біхару. - Бутан зменшився до кордонів 1730 року.                     |
| 1864-1865 | Англо-Бутанська війна                    | Бутан                    | Британська Індія Британська імперія | Поразка - Бутан втратив частину своїх територій.                                                                        |
| 2003      | Операція «Все чисто»                     | Бутан Індія              | ОФЗА НДФБ ПОК НСЗНФ ВТТ             | Перемога |